# MINERVA
MINERVA ist ein europäisches Projekt zur Koordination der Digitalisierung europäischer Kulturgüter. Das nach der römischen Göttin Minerva gebildete Akronym steht für „Ministerial Network for Valorising Activities in digitisation“. Das Projekt wird von der Europäischen Kommission im Rahmen des von 2002 bis 2006 laufenden sechsten Forschungsrahmenprogramms (FP6) finanziert, das als Teilbereich den Schwerpunkt „Technologien der Informationsgesellschaft“ (IST) enthält. Mitglieder von MINERVA sind alle Europäischen Staaten sowie Russland und Israel. Parallel zu MINERVA lief bis 2005 das MINERVA-Plus-Programm. Im Rahmen von MINERVA wurden unter anderem Handbücher, Leitlinien und Ratgeber publiziert.
Auf deutscher Ebene beteiligt sich  EUBAM (Europäische Angelegenheiten für Bibliotheken, Archive, Museen und Denkmalpflege), ein Zusammenschluss von Vertretern der Kultusministerkonferenz (KMK), der Bundesministerien und Landesministerien, der Deutschen Forschungsgemeinschaft (DFG) sowie von Experten der Sparten Bibliothek, Archiv, Museum und Denkmalpflege an MINERVA.